# Vasai-Virar
Vasai-Virar  (en marathi: वसई-विरार, en hindi : वसई-विरार महानगरपालिका )  est une ville de l'état du Maharashtra en Inde.

## Géographie
Vasai-Virar fait partie de la région métropolitaine de Mumbai.
La population de Vasai-Virar est de 1 221 233 habitants en 2011.
Vasai-Virar, distante de 50 km de Mumbai, est située sur la rive nord de la crique de Vasai qui est l'estuaire du fleuve Ulhas. 
Créée en 2009, par regroupement de plusieurs villes indépendantes (dont Virar), la ville de Vasai-Virar correspond à peu près à l'antique ville de Sopara.

## Patrimoine
- Le fort de Bassein est un ancien domaine fortifié construit par les Portugais au XVIe siècle. Attraction  touristique le domaine est également parc naturel.